# Olympische Winterspiele 1952/Bob
Bei den VI. Olympischen Winterspielen 1952 in Oslo fanden zwei Wettbewerbe im Bobfahren statt. Austragungsort war eine temporäre Naturbahn Korketrekkeren in Frognerseteren; sie war 1508 m lang und hatte 13 Kurven. Die Sieger galten gleichzeitig als Weltmeister.

## Bilanz

### Medaillenspiegel
| Platz | Land               | Gold | Silber | Bronze | Gesamt |
| ----- | ------------------ | ---- | ------ | ------ | ------ |
| 1     | Deutschland        | 2    | –      | –      | 2      |
| 2     | Vereinigte Staaten | –    | 2      | –      | 2      |
| 3     | Schweiz            | –    | –      | 2      | 2      |

### Medaillengewinner
| Konkurrenz | Gold                                                         | Silber                                                          | Bronze                                                           |
| ---------- | ------------------------------------------------------------ | --------------------------------------------------------------- | ---------------------------------------------------------------- |
| Zweierbob  | Andreas Ostler, Lorenz Nieberl                               | Stanley Benham, Patrick Martin                                  | Fritz Feierabend, Stephan Waser                                  |
| Viererbob  | Andreas Ostler, Friedrich Kuhn, Lorenz Nieberl, Franz Kemser | Stanley Benham, Patrick Martin, Howard Crossett, James Atkinson | Fritz Feierabend, Albert Madörin, André Filippini, Stephan Waser |

## Ergebnisse
(alle Zeiten in min)

### Zweierbob
| Platz | Land | Sportler                                          | 1. Lauf | 2. Lauf | 3. Lauf | 4. Lauf | Gesamt  |
| ----- | ---- | ------------------------------------------------- | ------- | ------- | ------- | ------- | ------- |
| 1     | GER  | Deutschland I: Andreas Ostler, Lorenz Nieberl     | 1:20,76 | 1:21,64 | 1:21,02 | 1:21,12 | 5:24,54 |
| 2     | USA  | USA I: Stanley Benham, Patrick Martin             | 1:22,03 | 1:22,12 | 1:21,21 | 1:21,53 | 5:26,89 |
| 3     | SUI  | Schweiz I: Fritz Feierabend, Stephan Waser        | 1:22,13 | 1:22,46 | 1:21,67 | 1:21,45 | 5:27,71 |
| 4     | SUI  | Schweiz II: Felix Endrich, Werner Spring          | 1:22,14 | 1:22,32 | 1:22,50 | 1:22,19 | 5:29,15 |
| 5     | FRA  | Frankreich II: André Robin, Henri Rivière         | 1:23,22 | 1:23,06 | 1:22,85 | 1:22,85 | 5:31,98 |
| 6     | BEL  | Belgien I: Marcel Leclef, Albertus Casteleyns     | 1:22,09 | 1:23,69 | 1:22,94 | 1:23,79 | 5:32,51 |
| 7     | USA  | USA II: Frederick Fortune, Hank Whisher           | 1:23,46 | 1:24,48 | 1:23,15 | 1:22,73 | 5:33,82 |
| 8     | SWE  | Schweden I: Olle Axelsson, Jan Lapidoth           | 1:24,30 | 1:23,92 | 1:23,46 | 1:24,09 | 5:35,77 |
| 9     | AUT  | Österreich I: Karl Wagner, Franz Eckhardt         | 1:24,16 | 1:24,54 | 1:24,00 | 1:24,34 | 5:37,04 |
| 10    | ITA  | Italien II: Alberto Della Beffa, Dario Colombi    | 1:23,86 | 1:24,71 | 1:24,03 | 1:24,62 | 5:37,22 |
| 11    | GER  | Deutschland II: Theodor Kitt, Friedrich Kuhn      | 1:24,43 | 1:25,22 | 1:24,52 | 1:24,08 | 5:38,25 |
|       |      |                                                   |         |         |         |         |         |
| 16    | AUT  | Österreich II: Heinz Hoppichler, Wilfried Thurner | 1:30,27 | 1:28,30 | 1:27,78 | 1:27,51 | 5:53,86 |

1. und 2. Lauf: 14. Februar 1952
 3. und 4. Lauf: 15. Februar 1952
18 Bobs am Start, alle in der Wertung.

### Viererbob
| Platz | Land | Sportler                                                                     | 1. Lauf | 2. Lauf | 3. Lauf | 4. Lauf | Gesamt  |
| ----- | ---- | ---------------------------------------------------------------------------- | ------- | ------- | ------- | ------- | ------- |
| 1     | GER  | Deutschland I: Andreas Ostler, Friedrich Kuhn, Lorenz Nieberl, Franz Kemser  | 1:16,84 | 1:17,57 | 1:16,55 | 1:16,86 | 5:07,84 |
| 2     | USA  | USA I: Stanley Benham, Patrick Martin, Howard Crossett, James Atkinson       | 1:17,44 | 1:17,78 | 1:16,72 | 1:18,54 | 5:10,84 |
| 3     | SUI  | Schweiz I: Fritz Feierabend, Albert Madörin, André Filippini, Stephan Waser  | 1:18,67 | 1:18,08 | 1:17,40 | 1:17,55 | 5:11,70 |
| 4     | SUI  | Schweiz II: Felix Endrich, Fritz Stöckli, Franz Kapus, Werner Spring         | 1:17,75 | 1:19,45 | 1:17,88 | 1:18,90 | 5:13,98 |
| 5     | AUT  | Österreich I: Karl Wagner, Franz Eckhardt, Hermann Palka, Paul Aste          | 1:19,34 | 1:18,91 | 1:18,27 | 1:18,22 | 5:14,74 |
| 6     | SWE  | Schweden I: Kjell Holmström, Felix Fernström, Nils Landgren, Jan Lapidoth    | 1:19,11 | 1:19,90 | 1:17,28 | 1:18,72 | 5:15,01 |
| 7     | SWE  | Schweden II: Gunnar Åhs, Börje Ekedahl, Lennart Sandin, Gunnar Garpö         | 1:18,84 | 1:19,93 | 1:18,66 | 1:20,43 | 5:17,86 |
| 8     | ARG  | Argentinien I: Carlos Tomasi, Robert Bordeu, Carlos Sareisian, Héctor Tomasi | 1:20,15 | 1:19,81 | 1:19,35 | 1:19,54 | 5:18,85 |
| 9     | USA  | USA II: James Bickford, Hubert Miller, Maurice Severino, Joseph Scott        | 1:19,13 | 1:19,97 | 1:19,49 | 1:21,09 | 5:19,68 |
| 10    | ITA  | Italien II: Alberto Della Beffa, Sandro Rasini, Dario Colombi, Dario Poggi   | 1:20,02 | 1:21,39 | 1:18,86 | 1:19,65 | 5:19,62 |

1. und 2. Lauf: 21. Februar 1952
 3. und 4. Lauf: 22. Februar 1952
15 Bobs am Start, davon 14 in der Wertung (Österreich II beendete den vierten Lauf nicht).